# 食利资本主义
食利资本主义（英語：Rentier capitalism）是马克思主义经济学和非主流經濟學中的一个概念，指资本主义体系中企业通过寻租和剥削获取收益的现象。该术语最早由奥地利社会地理学家汉斯·博贝克提出，用以描述一种广泛存在于古代，并在中东地区仍然普遍存在的经济体系。在这种体系中，缺乏生产性投资，而收入的最大份额是从地租和租金中攫取。因此，在许多发展中国家，食利资本主义成为经济发展的障碍。食利者指的是无需劳动便可依靠资本获取收入的人。这通常是通过持有能产生收益的资产（即资产创造的现金流）来实现的，例如出租物业、持有分红公司的股份或支付利息的债券等。